# Hrdlička zahradní
Hrdlička zahradní (Streptopelia decaocto) je středně velký pták z čeledi holubovitých (Columbidae).

## Popis
S délkou 31–33 cm je velká přibližně jako holub domácí (Columba livia f. domestica), v porovnání s ním je však štíhlejší a má i delší ocas. V rozpětí křídel měří 47–55 cm a váží 150–200 g. Opeření je jednotně béžově-hnědé s tmavšími křídly s černými letkami a světlejší hlavou a spodinou těla. Kolem jasně červeného oka se táhne úzký bílý proužek, zobák má šedý, končetiny růžovo-červené. Jejím nejvýraznějším znakem je však černý, bíle lemovaný pruh na krku, díky kterému získala svůj název v mnoha světových jazycích. V letu jsou u ní patrné také bílé pásky na svrchní straně ocasu, spodní strana je černo-bílá. Pohlaví jsou zbarvena totožně, mladí ptáci pak zcela postrádají charakteristický pruh na krku a mají i hnědě zbarvené duhovky.

### Hlas
Zpěv hrdličky zahradní tvoří tříslabičné „gu gů gu“, s důrazem na druhou slabiku. Při přistání nebo znepokojení se pak často ozývá nosovým „chééch“.

### Lov
V Česku je hrdlička zahradní lovnou zvěří. Doba lovu je od 16. října do 15. února.

## Rozšíření
Hrdlička zahradní není tažná, ale silně disperzní. Na konci 19. století její areál rozšíření zaujímal mírné a subtropické oblasti Asie v rozmezí od Turecka východně až po jižní Čínu a jižně pak přes Indii až po Srí Lanku. Během 20. století se však začala masivně šířit směrem na západ, do Evropy. Na Balkáně se poprvé objevila mezi lety 1900–1920, v Německu byla poprvé zaznamenána již v roce 1945, ve Velké Británii roku 1953, v Irsku roku 1959 a na Faerských ostrovech na počátku 70. let. Na konci 20. století již její areál rozšíření severovýchodně zasahoval v Norsku až po Severní polární kruh, východně po Ural v Rusku a jihozápadně po Kanárské ostrovy a severní Afriku v rozmezí od Maroka po Egypt. K viditelné expanzi došlo také na samotném východě jejího původního areálu rozšíření, kde se rozšířila až po střední a severní Čínu a dokonce i Japonsko. Několikrát byla zaznamenána také na Islandu, nikdy zde však neutvořila stálou populaci.
Během 70. let byla zavlečena na Bahamy, odkud se rozšířila na Floridu. V současné době je zde považována za invazní druh.
Hrdlička zahradní je silně synantropním druhem. Hnízdí ve vesnicích a ve městech, za potravou pak často zalétává do otevřených krajin, zejména na pole a louky.

### Výskyt v Česku
První výskyt byl zaznamenán v roce 1942 v Brně, do roku 1955 obsadila území celé republiky. V České republice je běžná, hnízdí zde v počtu 200 000–400 000 párů. U jejího populačního trendu byl přitom v minulých letech zaznamenán mírný vzestup.

## Etologie

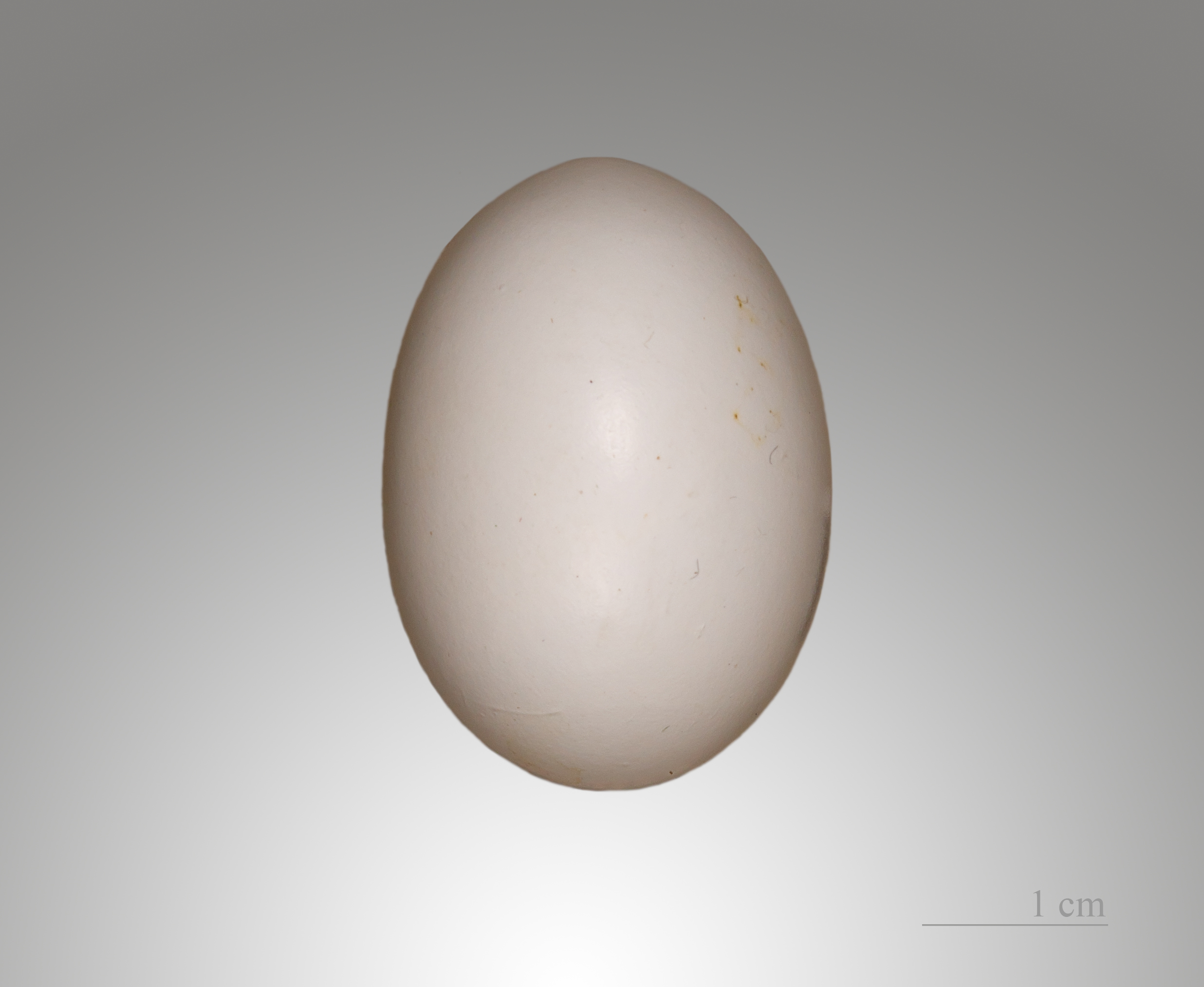
Vejce hrdličky zahradní

Mimo hnízdní období, kdy vykazuje teritoriální chování, se často sdružuje do hejn. Zvláště početná hejna lze zaznamenat na společných nocovištích a během zimního období na místech s dostatkem potravy. Ačkoli obvykle čítají 10–50 jedinců, jsou známá i hejna čítající jedinců až 10 000.

### Potrava
Živí se především semeny, ale požírá také bobule a zelené části rostlin.

### Hnízdění

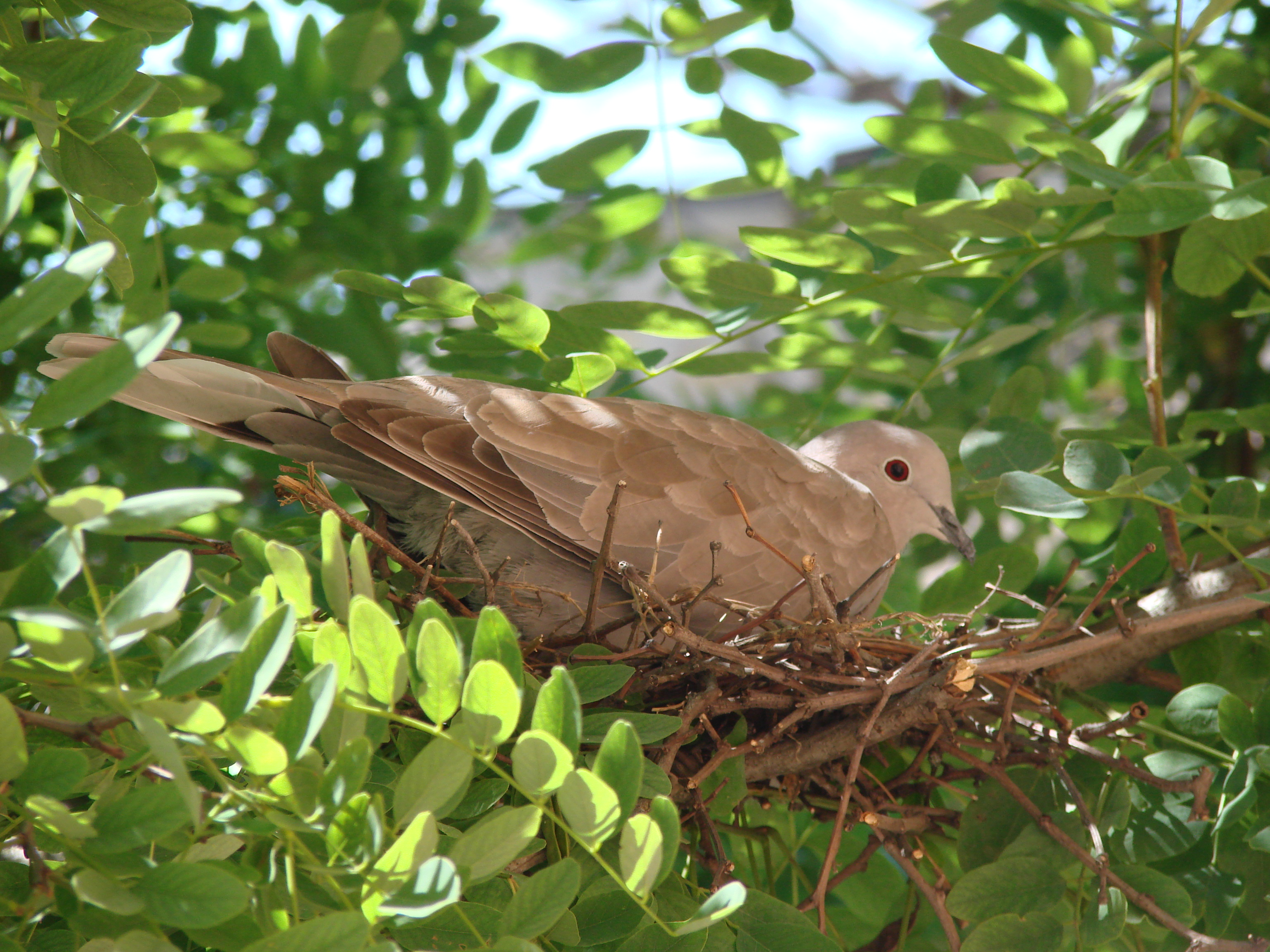
Hrdlička na hnízdě

Hrdlička zahradní hnízdí nejpočetněji v rozmezí od března do října, může však zahnízdit i v mírných zimách. Samci při námluvách předvádí letecké manévry, při kterých krouživým letem klesají dolů a poté opět vyletují do výše. Jednoduché hnízdo z větviček staví obvykle nevysoko na stromech (přednostně jehličnatých), keřích nebo na budovách. Ročně mívá 2–6 snůšek po 2 bílých 30,6 × 23,4 mm velkých vejcích, na jejichž 14–16 denní inkubaci se podílí střídavě oba rodiče. Mláďata pak hnízdo opouští po 14–20 dnech.

## Taxonomie
Rozlišují se dva poddruhy:
- Streptopelia decaocto decaocto obývá východní část areálu druhu. Zdaleka převažuje a je právě tím, u kterého během 20. století došlo k popsané expanzi.
- Streptopelia decaocto xanthocyclus, se vyskytuje v jihovýchodní Asii od Barmy východně až po Čínu. Od nominálního poddruhu (S. d. decaocto) se liší také žlutým kroužkem kolem oka (který je u druhého poddruhu bílý).[6]

V minulosti byly občas rozlišovány i 2 další poddruhy: Streptopelia decaocto stoliczkae, rozšířený ve střední Asii, a Streptopelia decaocto intercedens žijící v jižní Indii a na Srí Lance. Nyní jsou oba řazeny k nominálnímu poddruhu, tedy k S. d. decaocto.